# Poschetsried
Poschetsried ist ein Ortsteil der Stadt  Regen im niederbayerischen Landkreis Regen.

## Geographie
Der Weiler liegt etwa zwei Kilometer südöstlich des Stadtzentrums nahe der  B 85.

## Geschichte
Poschetsried gehörte zur Gemeinde Rinchnachmündt und wurde mit dieser am 1. Mai 1978 im Zuge der Gebietsreform in Bayern in die Stadt Regen eingegliedert.

## Denkmäler
Einziges in die Liste der Baudenkmäler in Regen eingetragenes Objekt in dem Weiler ist der Einfirsthof mit der Hausnummer 52, ein zweigeschossiger Satteldachbau mit Kniestock, nach Norden Stallteil, Portal bezeichnet mit „1900“, im Kern älter, mit der Aktennummer D-2-76-138-124.